# 越秀山水塔
越秀山水塔也称观音山水塔，位于中国广州市越秀山西坡，下临解放北路，是历史上广州建造最大的一个水塔。

## 历史

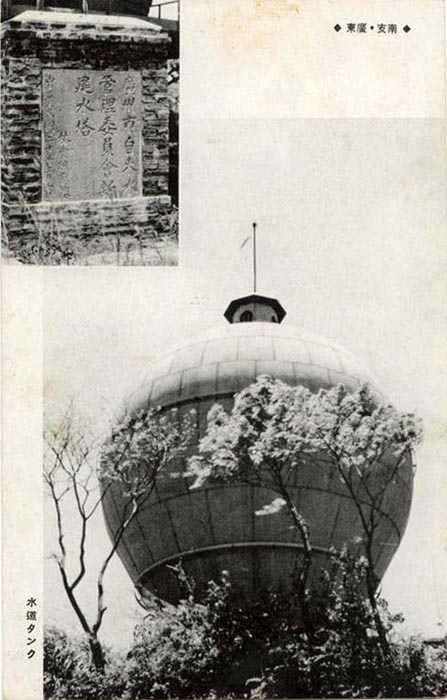
观音山水塔旧照片

水塔建于原观音山象岗炮台放午时炮旧址内，为钢制球形，高于地面有70米。塔高14.6米、内径12.2米，可容水1100多立方米，塔身为绿色油漆。
水塔于1931年3月1日奠基兴建，7月23日落成，翌年4月1日启用，可向市区10层楼以上供水。后因水塔容积小，且另建越秀山水库，其作用大减，至1990年底仅向附近小范围地区供水，1998年初停用。1999年7月被公布为广州市文物保护单位。